# Мур, Уильям (математик)
Уильям Мур (активен в 1806—1823 годах) — британский математик и один из первых разработчиков теории ракет. Работал в Королевской военной академии в Вулидже . Его «Трактат» (Treatise) 1813 года был первым изложением ракетной механики, основанным на третьем законе движения Ньютона. О его жизни мало что известно, потому что многие соответствующие исторические документы были уничтожены немецкими бомбардировками во время Второй мировой войны.

## Публикации
- Теория движения ракет (1810 г.)
- Трактат о доктрине флуктуаций (1811 г.)
- Трактат о движении ракет [и] очерк морской артиллерии (1813 г.)